# Солунски едикт
Солунският едикт (на латински: Edictum Thessalonicae), известен и под името Cunctos populos - първите думи на текста, е императорски едикт, издаден на 28 февруари 380 година съвместно от императора на Източната римска империя Теодосий I и съимператорите на Западната римска империя Грациан и Валентиниан II. Едиктът заповядва на всички поданици на Римската империя да изповядват никейското православие, превръщайки го в държавна религия.

## Предистория
След като Константин I Велики издава Медиоланският едикт в 313 г. който е писмо с дословен препис на Сердикийския едикт на император Галерий от 311 г. изпратено до Максимин Дая, от двамата августи Лициний и Константин I Велики от град Медиолан (днес Милано) с изискване за изпълнението му. С него християнството се провъзгласява за равноправна на другите религии. В 325 година сектата на арианите, която отрича, че Иисус Христос и Бог Отец имат една и съща фундаментална природа, вече е набрала толкова широка популярност и е в такъв разрез с ранното християнство, че Константин свиква Никейския събор в опит да сложи край на разногласията в църквата, като обяви ортодоксия в Римската империя. Съборът изработва оригиналния текст на Никейския символ на вярата, с който отхвърля арианството и провъзгласява Христос за единен с Бог Отец.
В 379 година, когато император става Теодосий I, арианството продължава да е широко разпространено в Източната римска империя.

## Издаване и значение
По време на Готската война в Солун е император Теодосий I, който командва римските войски, попада под духовното влияние на привърженика на никейското православие Ахолий Солунски. В началото на 380 година Теодосий се разболява тежко и както е прието по това време, е кръстен от архиепископ Ахолий. В резултат на 28 февруари 380 година е издаден известният Солунски едикт съвместно със съимператорите на Западната римска империя Грациан и Валентиниан II. Според някои източници едиктът е издаден а 27 февруари.
Едиктът заповядва на всички поданици на Римската империя да изповядват никейското православие, превръщайки го в държавна религия. Едиктът гласи:
| „ | IMPPP. GR(ATI)IANUS, VAL(ENTINI)ANUS ET THE(O)D(OSIUS) AAA. EDICTUM AD POPULUM VRB(IS) CONSTANTINOP(OLITANAE). Cunctos populos, quos clementiae nostrae regit temperamentum, in tali volumus religione versari, quam divinum Petrum apostolum tradidisse Romanis religio usque ad nunc ab ipso insinuata declarat quamque pontificem Damasum sequi claret et Petrum Aleksandriae episcopum virum apostolicae sanctitatis, hoc est, ut secundum apostolicam disciplinam evangelicamque doctrinam patris et filii et spiritus sancti unam deitatem sub pari maiestate et sub pia trinitate credamus. Hanc legem sequentes Christianorum catholicorum nomen iubemus amplecti, reliquos vero dementes vesanosque iudicantes haeretici dogmatis infamiam sustinere ‘nec conciliabula eorum ecclesiarum nomen accipere’, divina primum vindicta, post etiam motus nostri, quem ex caelesti arbitro sumpserimus, ultione plectendos. DAT. III Kal. Mar. THESSAL(ONICAE) GR(ATI)ANO A. V ET THEOD(OSIO) A. I CONSS. | “ |

Едиктът е издаден под влиянието на тогавашния солунски архиепископ Ахолий. Солунският едикт утвърждава единната воля на апостолическата вяра като легитимна в Римската империя. След едикта Теодосий полага големи усилия за потискането на арианството и другите противни на Никейския събор ереси.
Едиктът е последван от Първия константинополски събор, на който се утвърждава Никейският символ на вярата, финално завършен под формата на Никео-цариградския символ на вярата.